# Русскоязычная демосцена

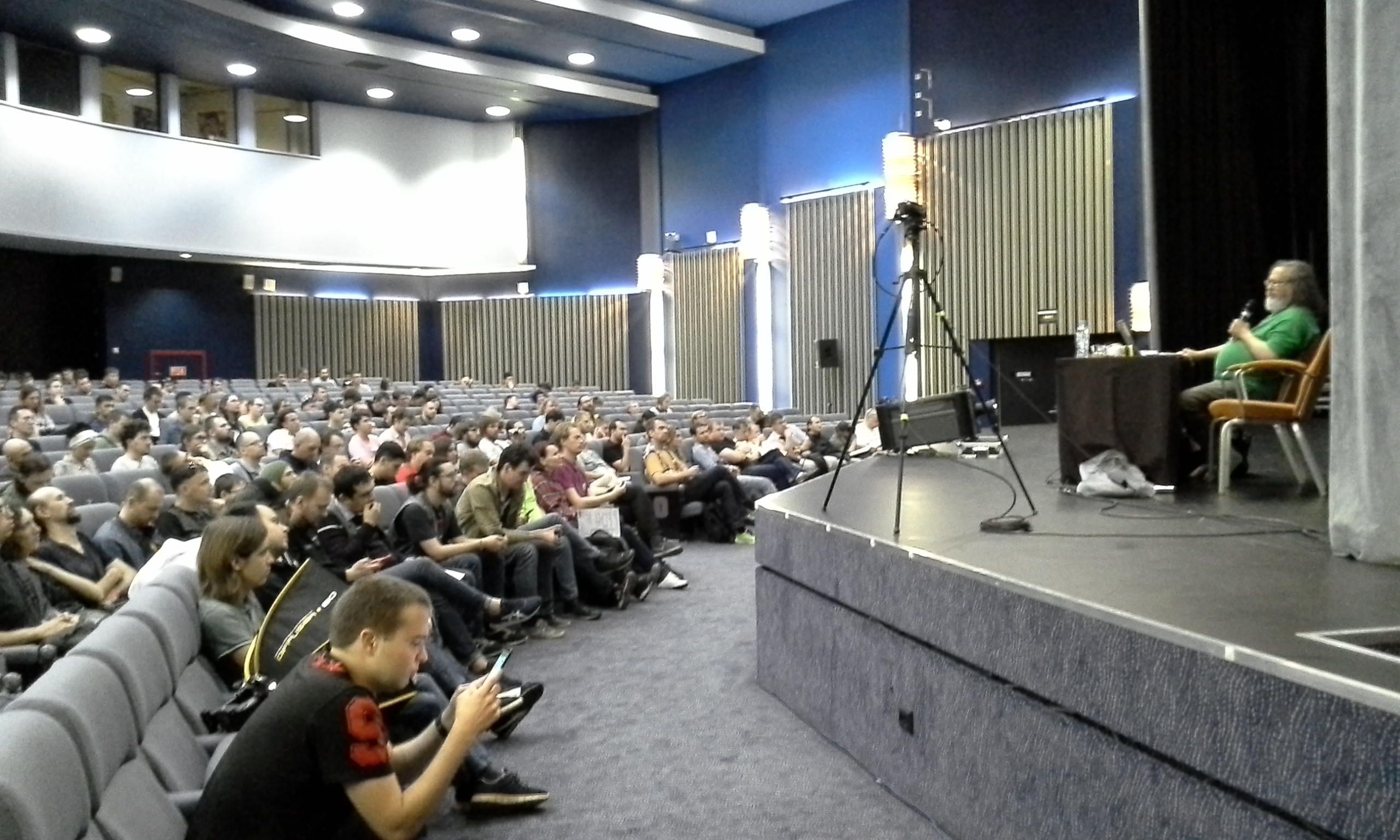
Ричард Столлман открывает старейшее в России демопати Chaos Constructions 24 августа 2019 года

Русскоязычные пользователи Юзнета, Фидонета и Интернета активно включились в мировую субкультуру демосцены с ранних времён её существования в первой половине 1990-х годов. Существуют различного рода российские демопати и онлайн-конкурсы, известны многочисленные русскоязычные демо-группы и авторы трекерной музыки. Значительная часть участников демосцены в России нашла себя в создании игр, дизайна, музыки и компьютерной графики.

## Сцена в России
В настоящее время демо- и MOD-активность рунетчиков сосредоточена вокруг ведущих сайтов Demoscene.ru, Democoder.ru, Trackers.fmf.ru, Chiptown.ru и др. Традиционно участники русской демосцены тесно интегрированы в международное тематическое сообщество, многие из них активно используют в своей демосценической деятельности английский язык, представлены на зарубежных сайтах.
Частью традиционной демосцены для ПК является демосцена для старых моделей домашних ПК, таких как ZX-Spectrum и Amiga. Она возникла ещё в СССР. Русскоязычные дискмаги («дискетный журнал», жанр демосцены) для ZX-Spectrum начали создаваться с 1992 года, их архив хранится на сайте ZXpress.ru. В России издавались и бумажные журналы о ZX-Spectrum: журнал «ZX-Ревю» был создан в 1990 году ещё в СССР.

## Российские демопати
В России расцвет демосцены пришёлся на 1996—1999 год, когда в Санкт-Петербурге и Москве проходили такие соревнования «демопати», как ENLiGHT, БК-мания, Bytefall, FunTop. Первый в России фестиваль ENLiGHT’95 прошёл 19 и 20 августа 1995 г. в Санкт-Петербурге.
«Второй эшелон» демопати в 1999—2006 возглавила демопати Paradox в Ростове-на-Дону, а также в других городах: CAFePARTY (г. Казань), ASCII (Ижевск), DiHalt (Нижний Новгород) и Chaos Constructions (Санкт-Петербург).
Chaos Constructions (бывший ENLiGHT, то есть самый первый из подобных) к концу 2010-х годов трансформировался в масштабную и известную компьютерную конференцию, которую в 2019 году открыл Ричард Столлман. Важная часть фестиваля — выставка устаревших и необычных компьютерных устройств — в большинстве случаев они действуют и ими можно пользоваться (посетители фестиваля прежде всего играют на них в старые игры). Активность фестиваля Chaos Constructions и в 2019 году демонстрирует устойчивый интерес участников к работам на платформах ZX Spectrum и Amiga.